# Mistrz Jakuba IV Szkockiego
Mistrz Jakuba IV Szkockiego (ur. ok. 1485, zm. ok. 1526/1530 Gandawa) – holenderski malarz iluminator, identyfikowany z Gerardem Horenboutem. 
Artysta działał w Gandawie w latach 1500-1530, podczas których stworzył wiele iluminowanych miniatur. Uważany jest za czołowego przedstawiciela niderlandzkiego przedostatniej generacji iluminatorów. Swój przydomek zawdzięcza karcie z Godzinek Jakuba IV Szkockiego, na której sportretował modlącego się króla Jakuba IV w towarzystwie św. Andrzeja. 

## Twórczość

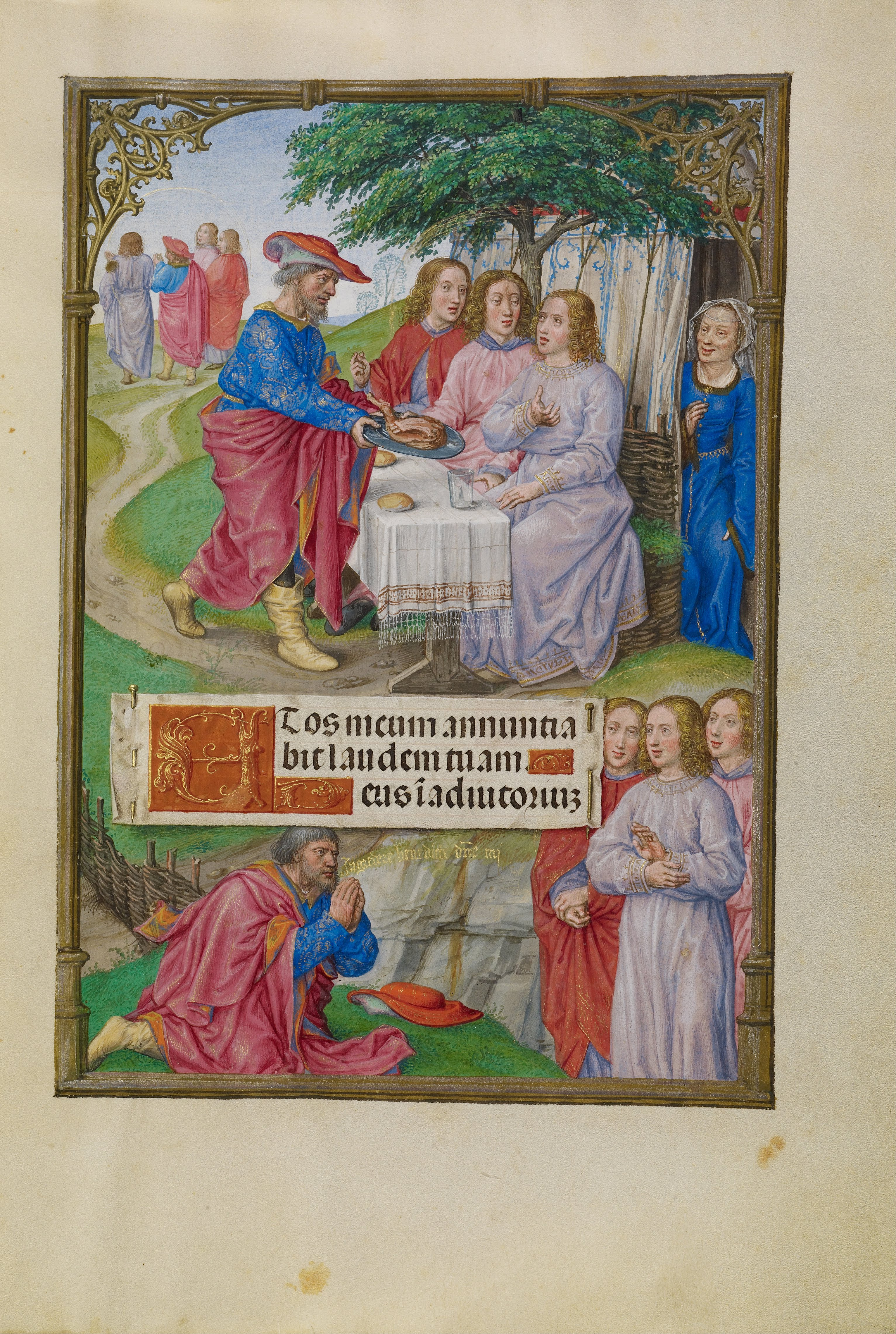
Karta z Godzinek Spinola z linijkami tekstu umieszczonymi na iluzyjnych tablicach pośrodku

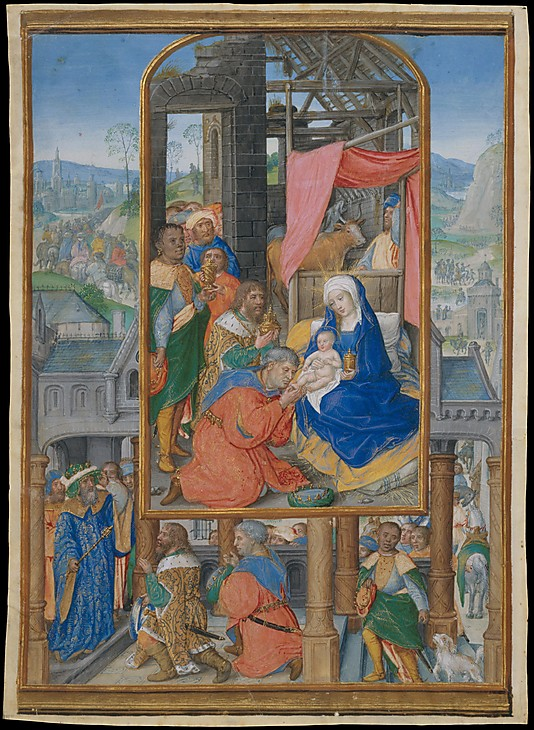
Karta z nowojorskich Godzinek - bordiura stanowi tu uzupełnienie miniatury głównej

Po raz pierwszy jego działalność została zidentyfikowana przez niemieckiego historyka sztuki Friedricha Winklera (1888-1965) w 1925 roku.
Jak twierdzi polski historyk Antoni Ziemba, artysta wprowadził do iluminatorstwa gandawsko-brugijskiego: 

 Niemal symetryczny "layout" na kartach otwierających ważne rozdziały tekstu: tak jak na "verso" pojawia się zgodnie ze zwyczajem pełnostronicowa miniatura, tak i na recto duża miniatura dodawana jest ponad tekstem, który ogranicza się do dwóch, najwyżej trzech linijek.

Miniatury artysty charakteryzowały się nieidealizowanymi postaciami ukazywanymi na tle barwnych krajobrazów lub szczegółowo odtworzonych wnętrz. W swoich pracach Mistrz Jakuba IV Szkockiego wykorzystywał historie biblijne, kompozycję scen układając w czytelny, narracyjny sposób. Sceny z życia codziennego wyróżniały się dużą żywiołowością ruchu i scen zbiorowych. Z biegiem lat począł eksperymentować z kompozycją miniatur i treścią. W Godzinkach Spinoli linijki tekstu umieścił symetrycznie pośrodku karty na iluzyjnych tablicach na tle miniatur. Podobnie czynił w innych kodeksach, gdzie tekst umieszczał na różnych planszach, banderolach czy arkuszach. Całostronicowe miniatury, pierwotnie otaczane bordiurą, tematycznie niepowiązaną ze środkową grafiką, zaczęły wchłaniać je do tego stopnia, że sama bordiura, wydzielona wąską jedynie linią, stawała się dopełnieniem przestrzeni lub jej kontynuacją narracyjną, powiązaną ze sceną główną. Taki układ kompozycyjny można zauważyć w nowojorskich Godzinkach. W swojej twórczości współpracował z iluminatorami z Bruges, m.in. z Mistrzem Modlitewnika Drezdeńskiego, czy z Gerardem Davidem oraz pracował wspólnie z Mistrzem Pierwszego Modlitewnika Maksymiliana I.         
- Godzinki Jakuba IV Szkockiego - Wiedeń, Austriacka Biblioteka Narodowa (trzy karty): 
  - Portret Jakuba IV - fol. 24v
  - Odpoczynek w czasie ucieczki do Egiptu - fol. 104v
  - Jezus wśród mędrców żydowskich - fol. 109v
- Godzinki Joanny I Kastylijskiej - (Godzinki, Londyńskie godzinki Rothschilda, Modlitewnik Rothschilda) ok. 1500 (Add. ms 35313)[4][5]
- Godzinki - Metropolitan Museum of Art Nowy Jork
  - Adoracja Marii - ok. 1520, tusz i tempera, 16,9 x 12,4 cm, (inv.hb. 48.149.15)[6]
  - Święty Jan Chrzciciel - ok. 1520, tusz i tempera, 16,9 x 12,4 cm (inv.hb. 48.149.16)[7]
- Godzinki Spinoli - ok. 1510-1520, J. Paul Getty Museum Ms.83[8][9]
- Brewiarz Grimani - ok. 1510-1520, Biblioteca Marciana, Wenecja, ms. lat. I. 99
- miniatury do Speculum humanae salvationis - Bibliothèque du Musée Condé, Chantilly, (ms. franc. 1363)[10]